# That Thing You Do!
That Thing You Do! is een Amerikaanse komische dramafilm annex muziekfilm van en met Tom Hanks en verder met onder meer Tom Everett Scott, Johnathon Schaech en Liv Tyler.

## Verhaal
Het verhaal begint in 1964 als de beginnende jazzdrummer Guy (Tom Everett Scott) gevraagd wordt in te vallen in een bandje waarvan de drummer een gebroken arm heeft. De andere leden zijn zanger Jimmy (Johnathon Schaech), gitarist Lenny (Steve Zahn) en een bassist (Ethan Embry) waarvan bij wijze van running gag de naam nooit genoemd wordt. Jimmy's vriendin Faye (Liv Tyler) doopt de groep The Oneders (uitspraak "The Wonders"). De band wil op een talentenjacht de ballad "That Thing You Do" ten gehore brengen, maar juist van een snellere versie van het nummer raakt het publiek enthousiast. Uiteindelijk krijgen ze een platencontract van Mr. White (Tom Hanks) van Playtone Records en gaan ze op tournee door Amerika. Ze hebben veel succes, maar er ontstaan problemen als blijkt dat hun contract eist dat het op te nemen album vooral uit covers bestaat.

## Rolverdeling
| Acteur            | Personage                  | Opmerkingen                                 |
| ----------------- | -------------------------- | ------------------------------------------- |
| Tom Everett Scott | Guy "Shades" Patterson     | drummer The Oneders                         |
| Johnathon Schaech | James "Jimmy" Mattingly II | zanger The Oneders                          |
| Steve Zahn        | Leonard "Lenny" Haise      | gitarist The Oneders                        |
| Ethan Embry       | "the bass player"          | naam wordt bij wijze van grap nooit genoemd |
| Liv Tyler         | Faye Dolan                 | Jimmy's vriendin                            |
| Tom Hanks         | A.M. White                 | medewerker Playtone Records                 |
| Charlize Theron   | Tina Powers                | Guy's ex-vriendin                           |
| Alex Rocco        | Sol Siler                  | oprichter Playtone Records                  |
| Chris Ellis       | Phil Horace                | eerste manager van The Oneders              |
| Chris Isaak       | Bob                        | Guys oom                                    |
| Holmes Osborne    | Mr. Patterson              | Guys vader                                  |
| Robert Torti      | Freddy Fredrickson         | andere artiest van Playtone Records         |
| Bill Cobbs        | Del Paxton                 | Guys favoriete jazzmusicus                  |
| Giovanni Ribisi   | Chad                       | oorspronkelijke drummer van de band         |
| Bryan Cranston    | Gus Grissom                |                                             |
| Kevin Pollak      | Victor Kosslovich          |                                             |

## Muziek
Het titelnummer werd geschreven door Adam Schlesinger, bassist van Fountains of Wayne, en werd daadwerkelijk een bescheiden hit: het bereikte nummer 41 in de Billboard Hot 100 en werd genomineerd voor zowel een Oscar voor beste originele nummer als een Golden Globe. Andere muziek is van de hand van onder meer regisseur Hanks zelf en Howard Shore.
Aanvankelijk was Playtone een fictief bedrijf, maar na het succes van de film richtte Hanks daadwerkelijk een label op met deze naam. Het heeft de muziek uitgebracht van films als Cast Away en Charlie Wilson's War.